# ダライ・ラマ法王チベット宗教基金会
ダライ・ラマ法王チベット宗教基金会（チベット語: ཐེ་ཝན་སྐུ་ཚབ་དོན་གཅོད་ཁང་།、繁体字中国語: 達賴喇嘛西藏宗教基金會、英語: Tibet Religious Foundation of His Holiness the Dalai Lama）は、ダライ・ラマ14世およびチベット亡命政府を公式に代表する事務所である。1997年3月のダライ・ラマ初訪台の半年後に当たる9月に中華民国（台湾）台北市で設立が認可され、同市に拠点を置く非営利団体である。
事務所が設立された当初の所長はケサン・ヤンキ・タクラで、台湾の李登輝総統とチベットのソナム・トプギェル首相の立ち合いのもと1998年4月16日に開所した。また、基金会は台湾における事実上の大使館として機能している。
2005年9月より、ダワ・ツェリンが董事長を務めている。